# Cheltenham
Cheltenham – miasto w Wielkiej Brytanii (Anglia), w hrabstwie Gloucestershire, w dystrykcie Cheltenham, nad rzeką Chelt (dopływ Severn). W 2021 roku miasto liczyło 115 940 mieszkańców.

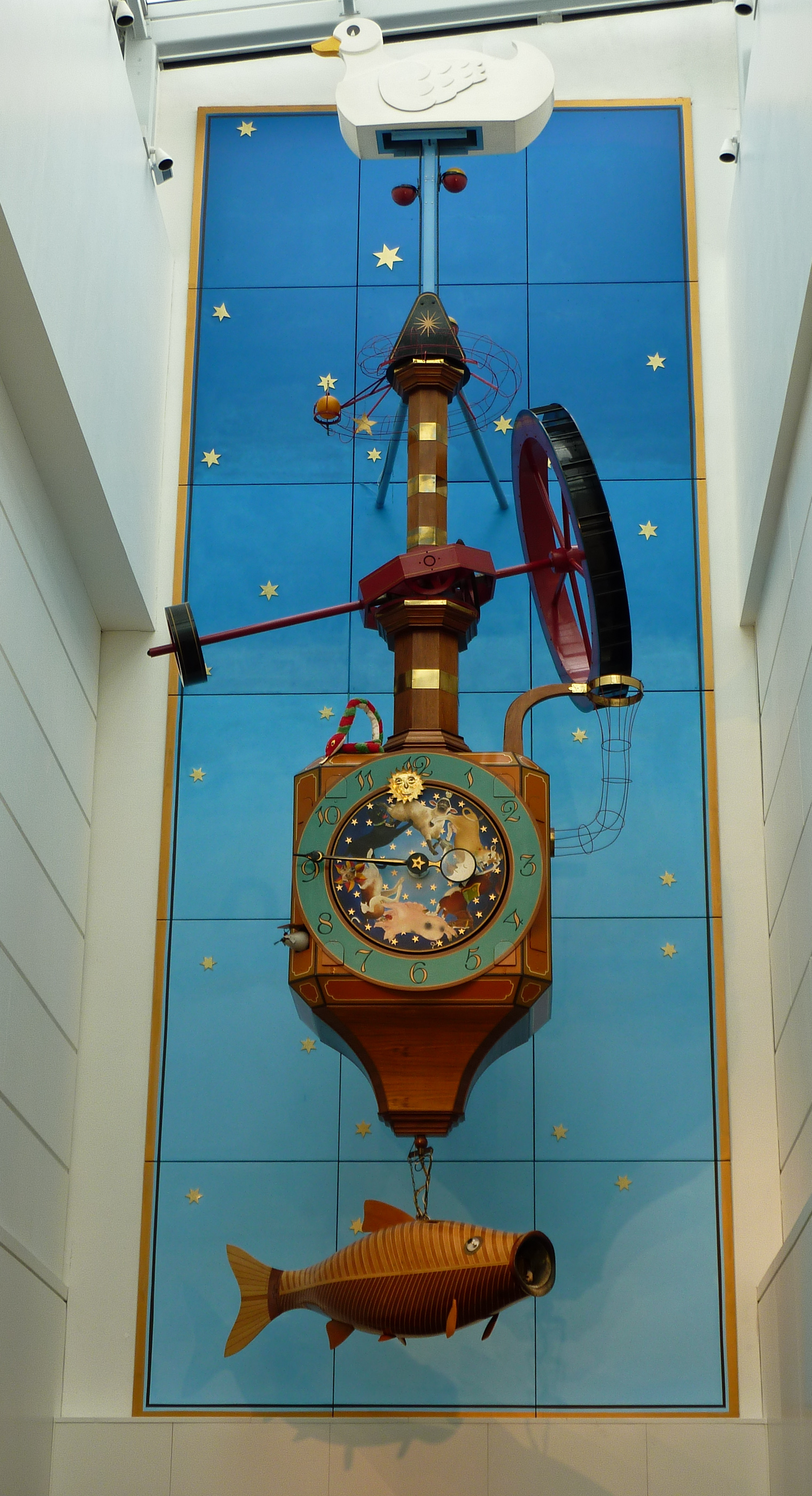
„Zegar złotej rybki” w Regent Shopping Arcade

Położone jest w Cotswold, krainie historycznej, zwanej Sercem Anglii. Mottem miasta jest Salubritas et Eruditio („Zdrowie i Wykształcenie”). Dumą Cheltenham są jedyne w Wielkiej Brytanii naturalne wody alkaliczne. Wody te mają właściwości moczopędne i przeczyszczające, o czym przekonać się można w Town Hall lub Pittville Pump Room, gdzie mieści się również muzeum i galeria mody. W tutejszym uzdrowisku gościli niegdyś Alfred Tennyson i Thomas Hardy. W Cheltenham odbywają się corocznie liczne festivale: muzyki ludowej, jazzu, współczesnej muzyki poważnej, literatury, nauki, konkurs Britain In Bloom (Brytania w kwiatach).
W mieście rozwinął się przemysł lotniczy, drzewny, spożywczy oraz farmaceutyczny.
Z Cheltenham pochodził Edward Adrian Wilson, polarnik, towarzysz wypraw Roberta Falcona Scotta, aż po ostatnią.
Cheltenham jest wspomniana w Domesday Book (1086) jako Chinteneham. W Cheltenham urodził się i mieszkał do 1893r. kompozytor Gustav Holst.
W Cheltenham urodził się i dorastał Brian Jones – założyciel i pierwszy lider The Rolling Stones, pomysłodawca nazwy zespołu, autor koncepcji muzycznej i dużej części dorobku grupy. Tu też został pochowany.
Z miasta pochodziła brytyjska grupa muzyczna, Stampin' Ground.
W Cheltenham urodził się Eddie Edwards, skoczek narciarski.
Miasto znane jest również z wyścigów konnych zwanych Cheltenham Gold Cup, a będących jedną z najważniejszych imprez tego typu w Wielkiej Brytanii. W mieście ma swą siedzibę klub piłkarski Cheltenham Town F.C. 

## Miasta partnerskie
- Annecy
- Cheltenham
- Getynga
- Soczi
- Weihai
- Stampersgat
- Kisumu